# Strymo
Dans la mythologie grecque, Strymo (grec ancien : Στρυμώ) est une nymphe, fille du dieu fleuve Scamandre. La tradition homérique en fait l'épouse de Laomédon, et ainsi la mère de Priam.
Elle ne doit pas être confondue avec une autre divinité fluviale, le dieu-fleuve Strymon (grec ancien : Στρυμών), lié au Strymon, fleuve de Thrace.

## Sources anciennes
- Apollodore, Bibliothèque, III, 12, 3.
- Jean Tzétzès, Commentaire à Lycophron, Alexandra, 18.